# Corgatha yoshinoensis
Corgatha yoshinoensis là một loài bướm đêm trong họ Erebidae.